# Алвиобейра
Алвиобейра (порт. Alviobeira)  —  район (фрегезия) в Португалии,  входит в округ Сантарен. Является составной частью муниципалитета  Томар. По старому административному делению входил в провинцию Рибатежу. Входит в экономико-статистический  субрегион Медиу-Тежу, который входит в Центральный регион. Население составляет 635 человек на 2001 год. Занимает площадь 8,57 км².